# Polarimétrie

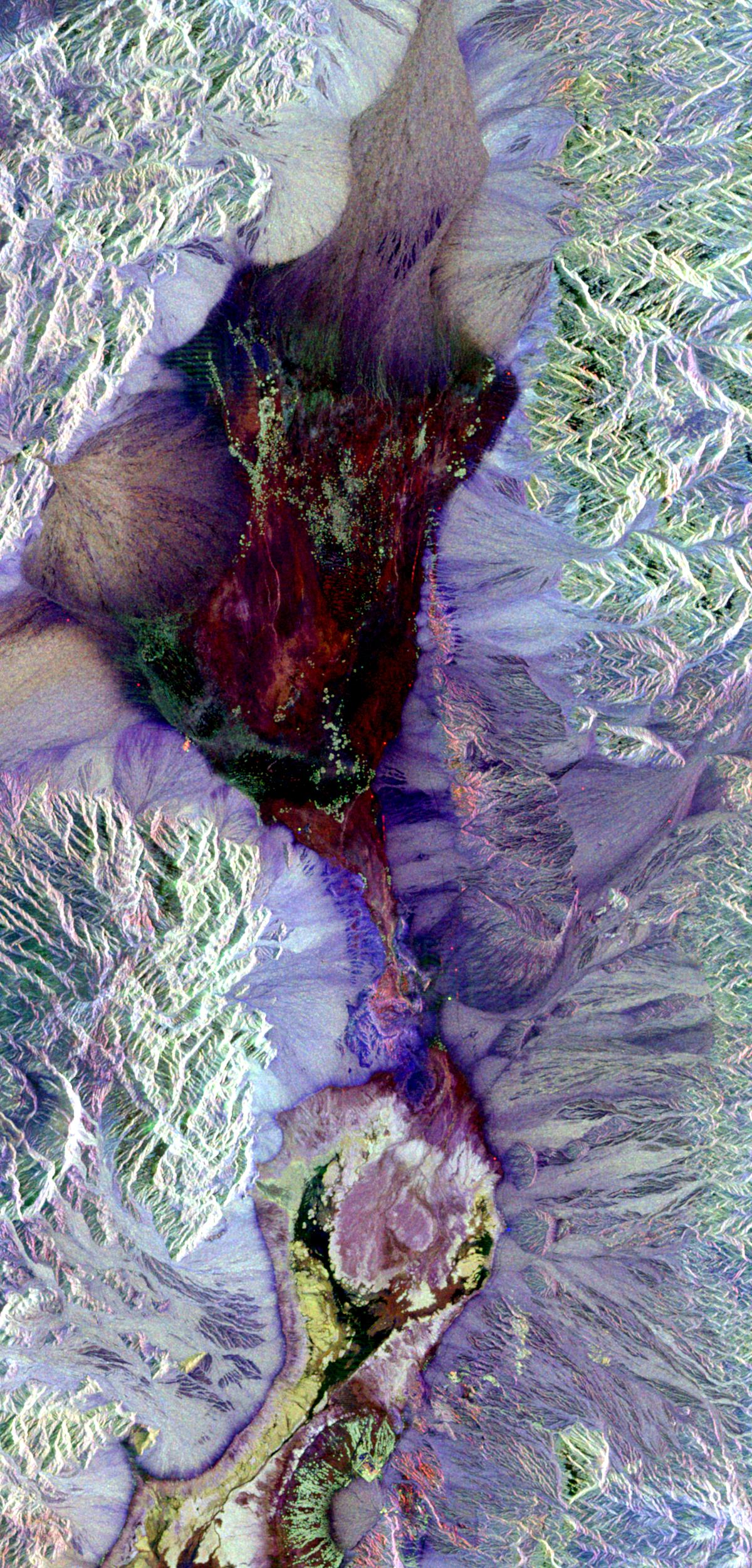
Vue de la vallée de la Mort prise par un radar à synthèse d'ouverture. L'image est colorisée en utilisant la polarimétrie.

La polarimétrie est la science de la mesure de la polarisation de la lumière. Un polarimètre est utilisé pour ce faire. La polarimétrie des couches minces et des surfaces est connue sous le nom d'ellipsométrie.
La polarimétrie peut être utilisée pour déterminer un grand nombre de propriétés d'un objet, parmi lesquelles on peut trouver la biréfringence (elliptique, linéaire ou circulaire, cf.pouvoir rotatoire), le dichroïsme (elliptique, circulaire ou linéaire) et la dépolarisation (degré de polarisation (en)).
Pour mesurer la polarisation de la lumière, les instruments les plus modernes font appel à l'interférométrie alors que la plupart font appel à des filtres polarisants.

## Mesure de la rotation optique
Des échantillons optiquement actifs, comme les solutions de molécules chirales, présentent souvent une biréfringence circulaire qui cause la rotation du plan de polarisation de la lumière quand elle traverse l'échantillon.
Un polarimètre simple pour mesurer la rotation est formé d'un long tube fermé à une extrémité par du verre plat, à l'intérieur duquel on place l'échantillon. On place un prisme de Nicol à chaque extrémité du tube. On fait ensuite passer la lumière dans le tube. On fait ensuite tourner un des prismes jusqu'à ce que toute la lumière soit bloquée. On a immédiatement l'angle de polarisation de l'échantillon.
De fait il est ainsi possible pour une solution aqueuse contenant du sucre (saccharose) de définir sa concentration. En effet le saccharose confère un pouvoir rotatoire à une solution sucrée mais limpide. C’est ainsi que dans les sucreries on mesure la concentration de sucre des betteraves qui sont achetées. On paye les agriculteurs en fonction de cette contenance en sucre.
Il existe plusieurs variétés de tube de polarimétrie, avant (début XXe siècle) ils étaient en cuivre. on remplissait les tubes sans une bulle d’air (qui fausse les mesures) on fermait les extrémités par des petites lentilles planes en verre, on mettait le tube dans le polarimètre et en regardant dans l’oculaire, en mesurant l’angle de déviation de la lumière polarisée on en déduisait sa concentration (fonction naturellement de la longueur du tube) Les abaques donnaient rapidement la correspondance entre angle et concentration.
De nos jours les tubes sont en verre, beaucoup plus petits et le processus est entièrement automatisé. Le liquide entre par un côté et ressort de l’autre. 
C’est toujours une technique  de référence pour les sucreries. Système rapide et très fiable.

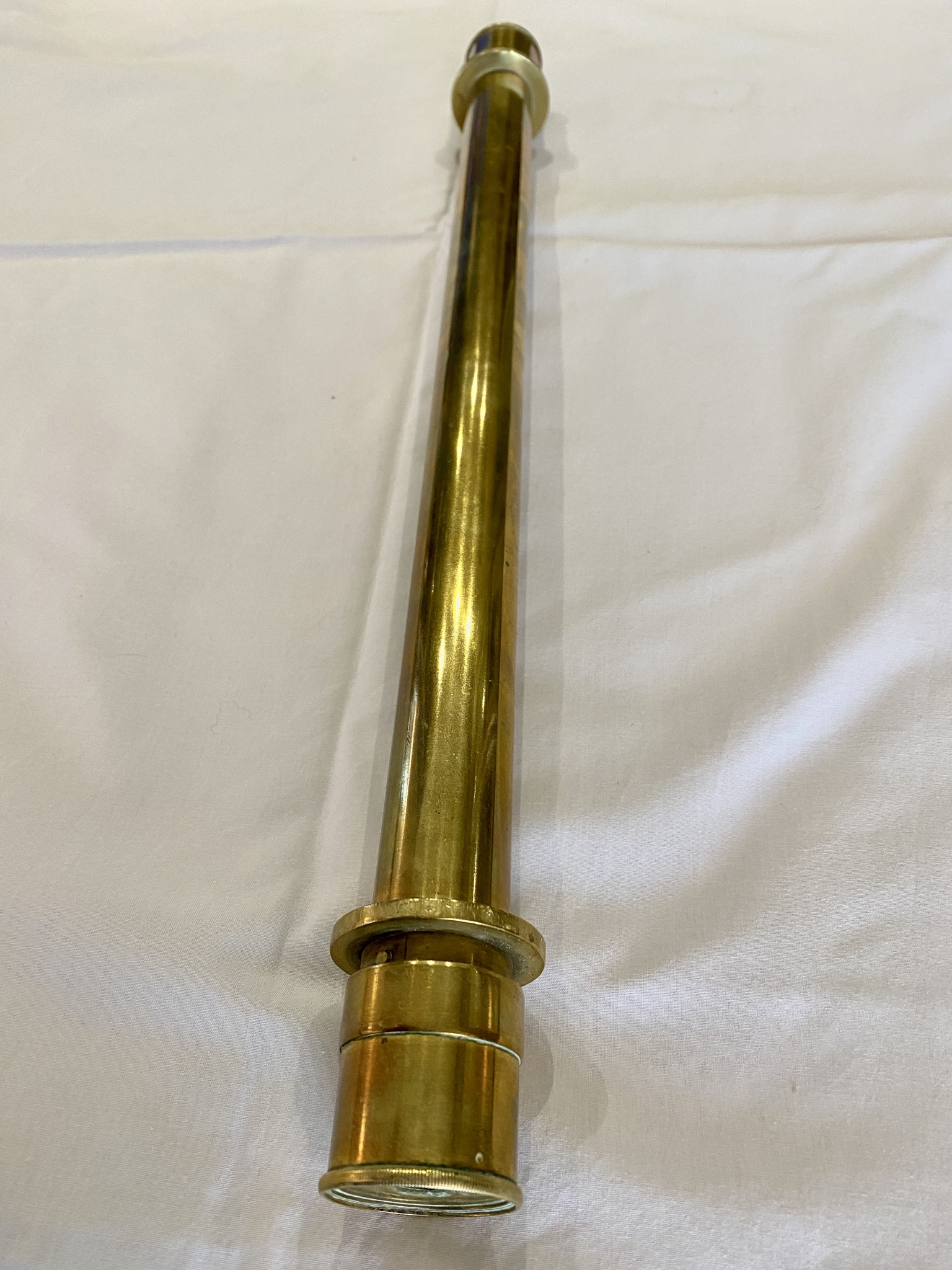
Tube de polarimétrie

## Polarimétrie astronomique
Lorsqu'elle est émise par une étoile, la lumière est non polarisée, c'est-à-dire que la direction selon laquelle l'onde lumineuse oscille est quelconque. Par contre, lorsque la lumière est réfléchie, par exemple par une planète, elle se polarise, et la manière dont elle se polarise dépend de la surface sur laquelle elle s'est réfléchie : végétation, nuages, océans...
En analysant la polarisation de la lumière provenant de l'étoile et de sa planète (la lumière provenant de la planète étant de l'ordre d'un million de fois plus faible que celle provenant de l'étoile), il est possible de déterminer la signature chimique (oxygène moléculaire, méthane, eau, ...) de la surface de la planète.